# La Hoyada (Barranca)
La Hoyada, también llamado Los Anitos, es un caserío peruano ubicado en el distrito de Barranca, perteneciente a la provincia homónima del departamento de Lima, en la costa central del Perú. 

## Ubicación
La Hoyada se ubica al oeste de la provincia de Barranca, en el distrito de Barranca, en el departamento de Lima.

## Demografía
En 2017 La Hoyada tenía una población de 131 habitantes.
| Gráfica de evolución demográfica de La Hoyada entre 1993 y 2017 |
|                                                                 |
| Fuentes: Población 1993 y 2017                                  |